# Kernmühle (Roßtal)
Kernmühle (fränkisch: Kean-miel) ist ein Gemeindeteil des Marktes Roßtal im Landkreis Fürth (Mittelfranken, Bayern). Kernmühle liegt in der Gemarkung Weinzierlein.

## Geographie
Der Weiler liegt an der Bibert. Südwestlich des Ortes befinden sich die Waldgebiete Erlach und Kernschlag. Eine Gemeindeverbindungsstraße führt nach Neuses (1,1 km südwestlich) bzw. nach Weinzierlein zur Staatsstraße 2409 (1,7 km nordöstlich), eine weitere führt nach Stöckach (1,4 km südlich).

## Geschichte
Der Ort wurde 1413 als „Kernmule“ erstmals urkundlich erwähnt. Im Salbuch des Amtes Cadolzburg von 1414 wurde der Ort als „Gyszubelmule“ erwähnt, im Salbuch von 1464 als „Gißvebelsmul die man yczunt haißt die Kernmuel“. Das Bestimmungswort Gißubil leitet sich vom althochdeutschen Wort „gussia“ (= Wasserschwall) ab. Ob das Bestimmungswort Kern- sich vom mittelhochdeutschen Wort „kërn“ (=Getreide) oder vom Familiennamen Kern ableitet, kann nicht geklärt werden. Eine Familie Kern als Mühlenbesitzer ist erst ab 1532 nachweisbar. Diese besaßen das Anwesen bis 1676.
Der Ort gehörte zur Realgemeinde Stöckach. Gegen Ende des 18. Jahrhunderts gab es in Kernmühle ein Anwesen. Das Hochgericht übte das brandenburg-ansbachische Richteramt Roßtal aus. Die Mühle hatte das Kastenamt Cadolzburg als Grundherren.
Von 1797 bis 1808 unterstand der Ort dem Justiz- und Kammeramt Cadolzburg. Im Rahmen des Gemeindeedikts wurde Kernmühle dem 1808 gebildeten Steuerdistrikt Weinzierlein und der im selben Jahr gegründeten Ruralgemeinde Weinzierlein zugeordnet.
Im Rahmen der Gebietsreform in Bayern wurde Kernmühle am 1. Mai 1978 nach Roßtal eingemeindet.

### Die Mühle
1906 wurde die Mühle von Leonhard Horneber gekauft und als Mühle bewirtschaftet. 1916 brannte das Mühlengebäude bis auf die Grundmauern ab. Noch in der Zeit des Ersten Weltkrieges wurde das Gebäude wieder aufgebaut. 1966 wurde die Landwirtschaft zum Haupterwerb und Heinz Horneber beendete den Mühlenbetrieb. Ab Mitte der 1980er Jahre wurde der Bauernhof nach den Richtlinien von Bioland geführt und das Angebot ab 2000 um ein Bildungsangebot für Schüler ergänzt. Ein ehemaliger Stall wurde 2004 als Seminarhaus umgebaut und 2005 eröffnet. 2008 gewann die Inhaberin Jutta Horneber den Preis Bäuerin als Unternehmerin des Jahres 2008.
2011 wurde die Landwirtschaft an einen Biokollegen verpachtet. Die ehemalige landwirtschaftliche Scheune wurde 2013 grundlegend saniert und umgebaut und 2014 im September als Veranstaltungsort und Seminarhaus eröffnet.

### Baudenkmal
- Wohn- und Mühlengebäude mit Altsitz und Scheune[14]

### Einwohnerentwicklung
| Jahr      | 001818 | 001840 | 001861 | 001871 | 001885 | 001900 | 001925 | 001950 | 001961 | 001970 | 001987 | 001997 | 002007 | 002018 | 002023 |
| Einwohner | 14     | 13     | 16     | 15     | 12     | 14     | 14     | 24     | 26     | 21     | 25     | *29    | *35    | *29    | *35    |
| Häuser    | 3      | 2      |        |        | 2      | 2      | 1      | 3      | 3      |        | 4      |        |        |        |        |
| Quelle    | [ 16 ] | [ 17 ] | [ 18 ] | [ 19 ] | [ 20 ] | [ 21 ] | [ 22 ] | [ 23 ] | [ 24 ] | [ 25 ] | [ 26 ] | [ 1 ]  | [ 1 ]  | [ 1 ]  | [ 1 ]  |

## Religion
Der Ort ist seit der Reformation evangelisch-lutherisch geprägt und bis heute nach St. Laurentius (Roßtal) gepfarrt. Die Einwohner römisch-katholischer Konfession sind nach Christkönig (Roßtal) gepfarrt.